# Fine Gael
Fine Gael (idioma irlandés: Familia o Tribu de los Irlandeses) es un partido político irlandés conservador y demócratacristiano de derecha. Es el grupo político predominante del Oireachtas, en los Consejos de los Condados, y en los representantes de Irlanda ante el Parlamento Europeo. El partido tiene una militancia cercana a los 35 000 y es el partido del gobierno, desde junio de 2020 como socio de coalición con el Fianna Fáil del Taoiseach (primer ministro) del Gobierno de Irlanda, Micheál Martin.  Simon Harris lidera el partido desde 2024.
El Fine Gael fue fundado el 8 de septiembre de 1933 como fusión de Cumann na nGaedhael, el Partido Nacional de Centro y los Blueshirts. Sus orígenes se encuentran en la guerra de Independencia irlandesa, y el bando que defendía el Tratado anglo-irlandés durante la guerra civil irlandesa, identificándose en particular con Michael Collins como fundador del movimiento.
Fine Gael es en ocasiones posicionado a la derecha de su principal rival, los liberales del Fianna Fáil. Fine Gael se autodescribe oficialmente como un "partido del centro progresista" conforme a los principios de la democracia cristiana y su marcado centrismo, en ocasiones son vistos como moderadores en temas sociales, aunque mantienen un marcado liberalismo conservador en asuntos económicos. El partido aboga por la igualdad de oportunidades, el resguardo fiscal, la economía social de mercado y los derechos individuales. Es un fuerte defensor de la Unión Europea y se opone al republicanismo euroescéptico del Sinn Féin. Su juventud política, el Joven Fine Gael, se fundó en 1977. Es un miembro fundador del Partido Popular Europeo e internacionalmente pertenece a la Internacional Demócrata de Centro que reúne a los principales partidos demócratacristianos del mundo.

## Líderes

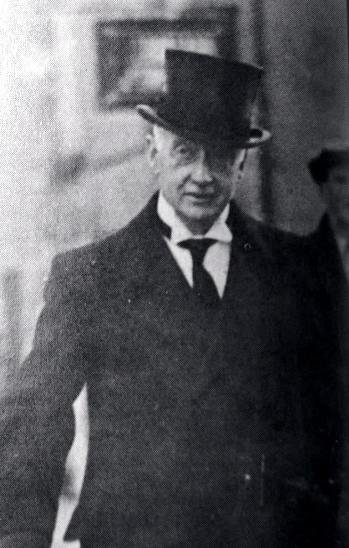
William Thomas Consgrave, uno de los fundadores del Fine Gael.

- General Eoin O'Duffy (1933-34) [O'Duffy nunca ocupó un escaño en el Oireachtas durante su liderazgo]
  - William Thomas Cosgrave, TD (fue presidente del Consejo Ejecutivo del Estado Libre Irlandés (primer ministro, véase Taoiseach) entre 1922 y 1932) fue líder parlamentario entre 1933 y 1934.
- William Thomas Cosgrave, TD (1934-44)
- General Richard Mulcahy, TD (1944-59)
  - Thomas F. O'Higgins, TD, fue líder parlamentario durante un breve período en 1944, hasta que Mulcahy fue elegido a la Dáil más tarde en ese mismo año.
  - John A. Costello, TD  líder parlamentario entre 1948 y 1959, y Taoiseach en 1948-1951 y 1954-1957.
- James Dillon, TD (1959-65)
- Liam Cosgrave, TD (1965-77), Taoiseach 1973-1977
- Garret FitzGerald, TD (1977-87), Taoiseach 1981-1982, 1982-1987.
- Alan Dukes, TD (1987-90)
- John Bruton, TD (1990-2001), Taoiseach 1994-1997.
- Michael Noonan, TD (2001-2002)
- Enda Kenny, TD (2002 - 2017)
- Leo Varadkar TD (2017-actualidad)

## Situación actual
En las elecciones generales de Irlanda de 2016 redujo su cantidad de diputados a 50 y su principal aliado el Partido Laborista, tuve un gran desplome de escaños obteniendo solo 7. Debido a la incapacidad de formar alianzas que sean la mayoría absoluta del Parlamento, el partido se vio obligado a gobernar en minoría.

## Resultados en elecciones generales
| Elección    | Escaños ganados | ±  | Posición | 1.ª Pref. de voto | %      | Gobierno                                                              | Líder             |
| ----------- | --------------- | -- | -------- | ----------------- | ------ | --------------------------------------------------------------------- | ----------------- |
| 1937        | 48/138          | 11 | 2.º      | 422.495           | 34,82% | Oposición                                                             | W. T. Cosgrave    |
| 1938        | 45/138          | 3  | 2.º      | 428.633           | 33,32% | Oposición                                                             | W. T. Cosgrave    |
| 1943        | 32/138          | 13 | 2.º      | 307.490           | 23,1%  | Oposición                                                             | W. T. Cosgrave    |
| 1944        | 30/138          | 2  | 2.º      | 249.329           | 20,5%  | Oposición                                                             | Richard Mulcahy   |
| 1948        | 31/147          | 1  | 2.º      | 262.393           | 19,8%  | Coalición (con Lab, CnP, CnT y NL)                                    | Richard Mulcahy   |
| 1951        | 40/147          | 9  | 2.º      | 349.922           | 25,8%  | Oposición                                                             | Richard Mulcahy   |
| 1954        | 50/147          | 10 | 2.º      | 427.031           | 32,0%  | Coalición (con Lab y CnT)                                             | Richard Mulcahy   |
| 1957        | 40/147          | 10 | 2.º      | 326.699           | 26,6%  | Oposición                                                             | Richard Mulcahy   |
| 1961        | 47/144          | 7  | 2.º      | 374.099           | 32,0%  | Oposición                                                             | James Dillon      |
| 1965        | 47/144          | 0  | 2.º      | 427.081           | 34,1%  | Oposición                                                             | James Dillon      |
| 1969        | 50/144          | 3  | 2.º      | 449.749           | 34,1%  | Oposición                                                             | Liam Cosgrave     |
| 1973        | 54/144          | 4  | 2.º      | 473.781           | 35,1%  | Coalición (con Lab)                                                   | Liam Cosgrave     |
| 1977        | 43/148          | 11 | 2.º      | 488.767           | 30,5%  | Oposición                                                             | Liam Cosgrave     |
| 1981        | 65/166          | 22 | 2.º      | 626.376           | 36,5%  | Coalición (con Lab)                                                   | Garret FitzGerald |
| 1982 (Feb)  | 63/166          | 2  | 2.º      | 621.088           | 37,3   | Oposición                                                             | Garret FitzGerald |
| 1982 (Nov.) | 70/166          | 7  | 2.º      | 662.284           | 39,2   | Coalición (con Lab)                                                   | Garret FitzGerald |
| 1987        | 51/166          | 19 | 2.º      | 481.127           | 27,1   | Oposición                                                             | Garret FitzGerald |
| 1989        | 55/166          | 4  | 2.º      | 485.307           | 29,3   | Oposición                                                             | Alan Dukes        |
| 1992        | 45/166          | 10 | 2.º      | 422.106           | 24,5   | Oposición                                                             | John Bruton       |
| 1992        | 45/166          | 10 | 2.º      | 422.106           | 24,5   | Coalición (Con Lab y DL)                                              | John Bruton       |
| 1997        | 54/166          | 9  | 2.º      | 499.936           | 27,9   | Oposición                                                             | John Bruton       |
| 2002        | 31/166          | 23 | 2.º      | 417.619           | 22,5   | Oposición                                                             | Michael Noonan    |
| 2007        | 51/160          | 20 | 2.º      | 564.428           | 27,32  | Oposición                                                             | Enda Kenny        |
| 2011        | 76/165          | 25 | 1.º      | 801.628           | 36,1   | Coalición (Con Lab)                                                   | Enda Kenny        |
| 2016        | 50/157          | 26 | 1.º      | 544.140           | 25,5   | Coalición (Con independientes)                                        | Enda Kenny        |
| 2020        | 35/160          | 15 | 3.º      | 455.568           | 20,9   | Coalición (Con Fianna Fáil, Partido Verde (Irlanda) e Independientes) | Leo Varadkar      |